# イサベル・デ・ポルトゥガル・イ・アラゴン
イサベル・デ・ポルトゥガル・イ・アラゴン（Isabel de Portugal y Aragón）またはイサベル・デ・アビス・イ・トラスタマラ（Isabel de Avis y Trastámara, 1503年10月24日 - 1539年5月1日）は、神聖ローマ皇帝兼スペイン王カール5世（カルロス1世）の妃（神聖ローマ皇后、スペイン王妃）。ポルトガル王マヌエル1世と2番目の王妃マリアの長女で、ポルトガル語名はイザベル（Isabel de Portugal）、ドイツ語名はイザベラ・フォン・ポルトゥガル（Isabella von Portugal）。

## 概要
母マリアはアラゴン王フェルナンド2世とカスティーリャ女王イサベル1世の三女であり、マヌエル1世の最初の王妃であるイサベル、およびカスティーリャ女王フアナの妹であった。イサベル（イザベル）の名は祖母イサベル女王と伯母から取られたものである。マヌエル1世の3番目の王妃は、フアナ女王の娘でイサベルの従姉に当たるレオノールであったが、1521年にマヌエル1世と死別した後、フランス王フランソワ1世と再婚した。
イサベルとカルロスの結婚は、カスティーリャとアラゴンのコルテス（議会）によって取り決められた政略結婚であった。1526年に、神聖ローマ皇帝およびスペイン王になっていたカール5世と結婚した。2人はセビリアのアルカサルで挙式した。カール5世はイサベルの継母レオノールの弟であり、イサベルとは従兄妹であった。前年の1525年にはイサベルの兄ジョアン3世とカールの妹カタリナが結婚しており、この二重結婚によってハプスブルク家とアヴィス家（ポルトガル王家）の結びつきを新たにする意図があった。
政略結婚であったにもかかわらず、2人は仲睦まじかった。新婚旅行の際、周囲に人がいてもカルロスとイサベルは気に留めず会話し、微笑んでいたと言う。
イサベルはカール5世との間に5人の子をもうけた（スペイン名で記す）。
- フェリペ2世（1527年 - 1598年） - スペイン王、後にポルトガル王位を継承。
- マリア（1528年 - 1603年） - 神聖ローマ皇帝マクシミリアン2世の皇后。
- フェルナンド（1530年）
- フアナ（1535年 - 1573年） - ポルトガル王ジョアン3世の子ジョアン・マヌエル王太子の妃、セバスティアン1世の母。
- フアン（1539年）

ヨーロッパ中を巡り続けていた夫に代わって、その知性と美貌で知られたイサベルはスペインで摂政を務めた（1529年から1532年、1535年から1539年）。
1539年、夫の不在時にイサベルは末子を出産の際、難産で死去した。以後カール5世は再婚せず、死ぬまで黒の喪服ですごした。1556年の退位後、カールはスペインの修道院に隠棲するが、1558年に死去するまで亡き妻を思い続けたといわれる。

## 脚註
1. ↑  江村、p. 84
2. 1 2  江村、p. 85
3. ↑  江村、p. 180